# Kidō Senshi Gundam ZZ
Mobile Suit Gundam ZZ (jap. 機動戦士ガンダムダブルΖΖ Kidō Senshi Gandamu Daburu Zēta) – japoński serial anime, stworzony przez studio Sunrise pod kierownictwem Yoshiyukiego Tomino. Jest trzecim serialem z uniwersum Gundam, a także sequelem Zeta Gundama. Kreskówka pierwszy raz była emitowana na kanale Nagoya Broadcasting Network od 1 marca 1986 do 31 stycznia 1987, liczyła 47 odcinków.

## Fabuła
Pomimo że AEUG wygrało wojnę z Tytanami, w międzyczasie wdało się w wojnę z ruchem zwanym Osią Syjonu, który zamierza przywrócić władzę rodu Zabich w kosmosie i tym samym wyzwolić kolonie od zwierzchnictwa Federacji Ziemskiej. W ostatniej bitwie przeciw Tytanom zginęła prawie cała kadra statku Argama, a główny pilot AEUG- Kamille Bidan jest w stanie wegetatywnym. Bright Noa postanawia zaciągnąć do AEUG grupkę młodocianych złomiarzy z kolonii Shangrila, którzy stawiali opór Osi. Następcą Kamille'a staje się 15-letni Newtype Judau Ashta, który zasiada za sterami Zeta Gundama, a później jego następcy- tytułowego Gundama ZZ. Wraz ze swoimi przyjaciółmi Judau musi pokrzyżować plany syjońskiej generał Haman Karn i przywrócić pokój w kosmosie.

## Obsada
- Judau Ashta: Kazuki Yao
- Roux Luka: Naoko Matsui
- Iino Abbav: Masami Kikuchi
- Beecha Oleg, Astonaige Medoz: Shingo Hiromori
- Mondo Agake: Kōzō Shioya
- Elle Vianno: Eriko Hara
- Leina Ashta: Maya Okamoto
- Bright Noa: Hirotaka Suzuoki
- Torres: Kenta Abe
- Shinta: Chika Sakamoto
- Qum: Mayumi Shō
- Elpeo Puru, Puru Two: Chieko Honda
- Hayato Kobayashi: Kiyonobu Suzuki
- Kamille Bidan: Nobuo Tobita
- Fa Yuiry: Miyuki Matsuoka
- Haman Karn: Yoshiko Sakakibara
- Mineva Lao Zabi: Miki Itō
- Mashymre Cello: Ken'yū Horiuchi
- Glemy Toto: Tsutomu Kashiwakura
- Gotton Goh: Kōji Totani
- Chara Soon: Hazuki Kadoma